# Jean-Baptiste de La Chapelle
Jean-Baptiste de La Chapelle (ca. 1710 – Paris, 1792) foi um padre, matemático e inventor francês.

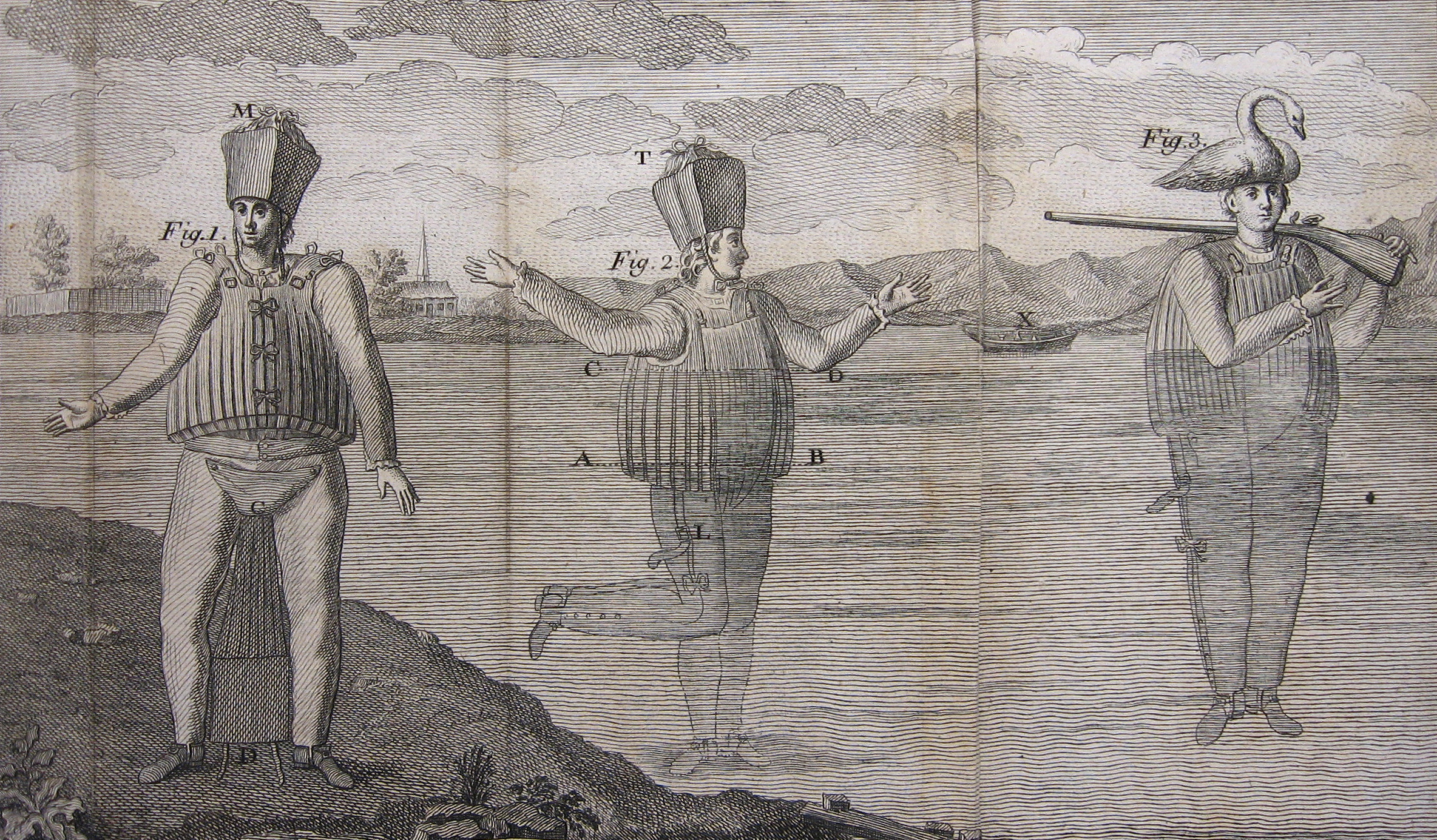
Gravura mostrando o traje de mergulho concebido por La Chapelle..

Contribuiu com 270 artigos para a Encyclopédie nas disciplinas de aritmética e geometria. Em junho de 1747 foi eleito membro da Royal Society de Londres.
Foi o inventor de um traje de mergulho primitivo em 1775, que chamou de "scaphandre" das palavras gregas skaphe (barco) e andros (homem) em seu livro Traité de la construction théorique et pratique du scaphandre ou du bateau de l ' homme (Tratado sobre a construção teórica e prática do "Scaphandre" ou barco humano). A invenção do abade de La Chapelle consistia em um traje de cortiça que permitia aos soldados flutuar e nadar na água. Como o nome e a descrição sugerem, era mais uma roupa de flutuação do que uma roupa de mergulho.

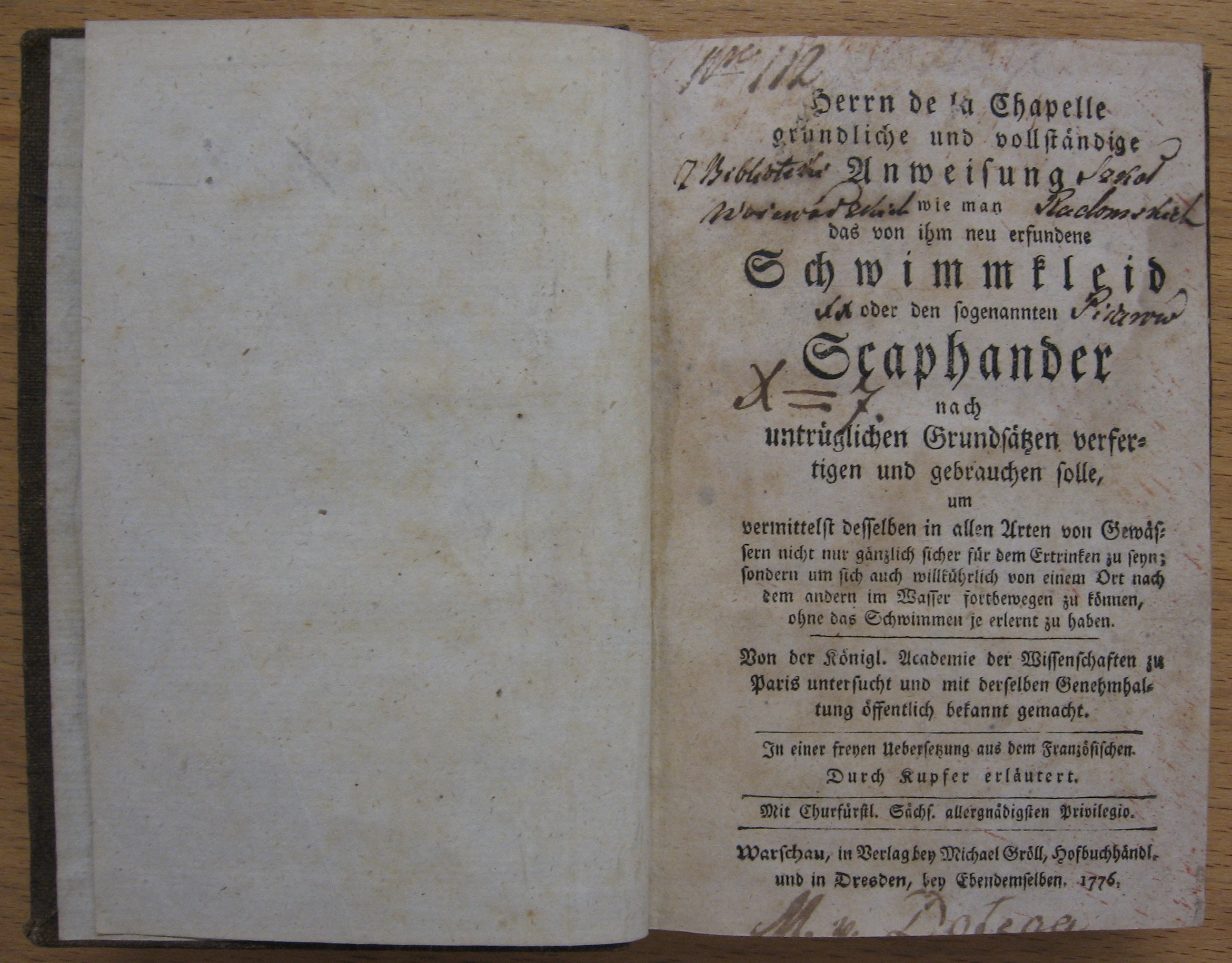
Tradução alemã de 1776 de Traité de la construction du scaphandre, Varsóvia.

## Publicações selecionadas
- Discours sur l’Étude des Mathématiques, Paris, 1743.
- Institutions de Géométrie, enrichies de notes critiques et philosophiques sur la nature et des développements de l’esprit humain; précédées d’un Discours sur l’Étude des Mathématiques, 2 vol., Paris 1746, 1757.
- Traité des sections coniques et autres courbes anciennes, appliquées et appliquables à la pratique des differens arts, 1750.
- L’Art de communiquer ses idées, enrichi de notes historiques et philosophiques, London, 1763.
- Le Ventriloque, ou l’Engastrimythe, London & Paris, 1772 (sur Google Books).
- Traité de la Construction théorique et pratique du Scaphandre ou du bateau de l’homme, approuvé par l’Académie des Sciences (Paris 1774) ; réédité sous le titre Traité de la construction théorique et pratique du scaphandre ou bateau de l’homme… par M. de La Chapelle. Nouvelle édition… Précédé du Projet de formation d’une légion nautique ou d’éclaireurs des côtes, destinée à opérer tels débarquemens qu’on avisera sans le secours de vaisseaux… par… La Reynie… [Jean-Baptiste-Marie-Louis de La Reynie de La Bruyère] (Paris an XIII – 1805)